# Musée des peuples de la forêt
Le musée ethnographique et d’histoire des peuples de la forêt d’Afrique centrale encore appelé musée des peuples de la forêt est un musée privé, situé au centre-ville de Yaoundé, à côté de la pharmacie du Mfoundi au Cameroun. Ce lieu d'exposition ethnographique  nait d'une volonté de créer un espace de partage des savoirs artistiques et culturels des peuples Ekang. Le musée veut préserver et partager l'héritage patrimonial. Il expose une collection permanente, organise des expositions temporaires et un festival en lien à l’histoire et la culture des peuples de la forêt, notamment les Beti.

## Histoire

### Début du projet
Créé en mai 2005 par Thérèse Fouda, le musée des peuples de la forêt est de type ethnographique,,. Il est situé dans la région du Centre et présente les civilisations anciennes des Ekang (Fang, Béti et Bulu). Les réalités culturelles de ces peuples sont partagées et se retrouvent dans  certains pays d'Afrique centrale proche de la forêt équatoriale notamment le Gabon, le Congo, la RDC, la Guinée équatoriale. Les collections du musée ne sont pas tributaire de la nation camerounaise, elles sont identitaires en ce sens qu'elles rassemblent les communautés qui se partagent la même culture et qui vivent dans un espace géographique donnée, d'où sa dénomination musée des peuples de la forêt. De part ses collections, le musée présente une horloge traditionnelle, des vêtements traditionnels, la cabane des femmes, des musiques et danses traditionnelles qui sont pour eux une carte d'identité.

### Mission
Le musée a pour mission de faire connaitre les potentialités culturelles des peuples de la forêt. La culture des peuples Ekang est  longtemps restée renfermée, l'idée de création d'un musée a été motivée par une volonté de perpétuation de l'identité culturelle de ces peuples,.

## Administration

### Promoteur, tutelle & direction/gestion du musée
Situé au centre ville de Yaoundé Cameroun, ce musée privé est créé et dirigé par Thérèse Fouda,. Il expose une collection permanente et organisé des expositions temporaires. Par ailleurs, il organise un festival qui vise la préservation de l'histoire et la culture des peuples de la forêt.

### Tourisme et fréquentation
De par son appellation le musée du peuple de la forêt ou encore le musée ethnographique et d'histoire des peuples de la forêt d’Afrique centrale, on comprend aussi tôt que bien que situé au cœur du Cameroun dans sa capital administrative, ce musée ne représente non seulement une localité mais tout la richesse culturelle et ancestral de la partie centrale du continent Africain. Bien plus qu’un musée cette endroit est toute une école offrant aux visiteurs une compréhension chronologique et digeste de l’histoire des peuples de l’Afrique centrale via divers supports, une vaste panoplie de reliques, d’objets culturels et ancestrales.
Le musée fait ainsi partie des institutions culturelles à visiter conseillées par différents guides et plates-formes de voyage,,.
Pour s’y rendre, le point de départ peut-être la poste centrale de Yaoundé qui est se situe à une distance de 1,3 km du musée pour une durée de 3 minutes en voiture sur une voie non-bouchonnée et 20 minutes à pied; allant dans la direction nord, il faut traverser le rond-point de la poste centrale entrecoupé par la nationale N2 --- puis la Cathédrale «Notre Dame des Victoires» qui se situe à l’angle de rue au point d’intersection entre l’avenue Ahidjo et l’avenue Monseigneur Vogt --- il faut empreinter l’avenue Monseigneur Vogt et maintenir le cap jusqu’à atteindre la Banque des États de l'Afrique Centrale (BEAC) --- de la BEAC, il faut continuer tout droit jusqu’au prochain carrefour, créé par l’intersection de l’avenue Monseigneur Vogt, la rue Joseph Essono Balla et la rue Joseph Omgba Nsi --- le musée se dresse à notre gauche à l’angle de la rue.

#### Horaire de visite
Il ouvre tous les jours de 10h30 à 17h30 excepté le lundi.

#### Moyen de transport
On peut s'y rendre en voiture, transport en commun (bus ou taxi ) et à pied.

## Architecture et organisation de l'espace

### Organisation de l'espace
Le musée est situé en plein cœur d'une végétation pittoresque et les habitats sont disposés çà et là. L'objectif est de plonger le visiteur dans un environnement forestier. Au premier plan à droite, on trouve le toit de la maison de femme; au deuxième plan au centre droite, il y a la maison de l'homme, et au deuxième plan à gauche, le bâtiment principal du musée.

## Aspects techniques, équipements et services

### Équipements et services présents
- Wifi :  Non
- Sites web du musée :  Oui
- Inventaire de la collection :  Oui (Mises à jour ? :  Oui)
- Parking pour visiteurs :  Oui
- Hall de réception :  Non
- Présence de guides et / ou conservateurs au musée :  Oui
- Galerie marchande pour achat d'ouvrages et souvenirs touristiques :  Oui (Possibilités d'achats d'œuvres ? :  Oui; Possibilité d’acheter un livre (en anglais): Non
- Espace restauration/toilettes pour visiteurs :  Oui
- Possibilité de prise de vue (photo des collections) :  Oui
- Présence d'un cercle ou club des amis du musée :  Oui
- Musée membre d'un réseau de musées (échanges/prêts des collections) :  Oui
- Atelier de maintenance / restauration des collections :  Non

### Autres activités connexes liées
Depuis 2022, le musée organise également le festival Ngan-Medza, avec des concerts dans ses locaux et un carnaval dans les rues de Yaoundé. Le festival est conçu autour du mythe du serpent géant qui aurait permis aux peuples Ekang Beti de franchir le fleuve Sanaga, il y a plus de 5 000 ans. Le musée est en plus un lieu d'échanges et de conférences.

## Collections
Le musée des peuples de la forêt met en lumière la richesse culturelle de ces peuples. On y retrouve des pièces emblématiques comme les vêtements en rafïa, la case traditionnelle et celle des femmes, les musiques, les danses, les chaises traditionnelles et des symboles traditionnels tels que les trônes des chefs. Ces éléments permettent de mieux comprendre, de préserver l'histoire et l'identité de ces peuples. Ce musée abrite une collection d’objets, d’artefacts et de documents relatifs aux différentes communautés vivant dans les régions forestières du Cameroun.

### Expositions permanentes
L'on peut explorer des expositions dédiées aux peuples autochtones, à leurs coutumes, à leur artisanat, à leur musique, à leur danse et à leur mode de vie ce qui fait la particularité du musée elle est base sur les objets qui racontent les histoires du passé. Chez les Ekang, un peuple de la forêt au Cameroun, la cuillère « Tok » en langue ewondo, occupe une place importante dans la vie quotidienne des ancêtres qui s'en servaient pour manger et boire les différentes soupes et autres bouillies traditionnelles. De rares cuillères ancestrales y sont exposées.
Dans un cadre arboré et végétalisé, le musée présente en extérieur la reconstitution de cases traditionnelles remplies d'objets et ustensiles de la vie courante, un calendrier lunaire, une montre solaire ou encore les 32 signes de l’écriture beti. À l’intérieur, de nombreux objets ethnographiques collectés au fil des années par la fondatrice sont présentés dans des vitrines. Une salle d'exposition est consacrée à la société fang-beti et autres sociétés bantoues, et une autre salle est spécialement dédiée aux femmes fang-beti.

### Expositions temporaires
Le musée organise régulièrement des expositions temporaires. C'est le cas de l’exposition consacrée aux Abbia, une forme d’expression sculpturale,, qui s'est tenue du 22 juin au 22 août 2023. Elle présente à la fois les objets des collections du musée et ceux d’Engelbert Mveng.